# Rayson Huang
Pour les articles homonymes, voir Huang.
Rayson Huang (黃麗松), né le 1er septembre 1920 à Shantou (Guangdong) et mort le 8 avril 2015 à Londres, est un chimiste, spécialiste des radicaux, et un universitaire chinois.

## Biographie
Il grandit à Hong Kong et poursuit sa scolarité au Munsang College, dont son père, Rufus Huang, est le premier principal. Il part ensuite étudier à l'université St. John's à Shanghaï en 1937, mais ses études sont interrompues par l'invasion japonaise. Il continue donc ses études à l'université de Hong Kong où il obtient une maîtrise en chimie.
Après l'invasion de Hong Kong par l'armée japonaise (décembre 1941), ses études sont à nouveau interrompues et il part pour Guangxi. En 1945, en compagnie d'autres membres du Département de chimie de l'université de Hong Kong, il gagne l'Angleterre et étudie à l'Institut de chimie de l'université d'Oxford. Il effectue ensuite des recherches post-doctorales à l'université de Chicago.

### Enseignement
En 1951, il est engagé par l'université de Malaya pour enseigner la chimie à Singapour. Il est ensuite transféré au campus de Kuala Lumpur, où il devient professeur titulaire, puis vice-chancelier et doyen de la Faculté des Sciences. 
En 1969, il est nommé vice-chancelier de l'université de Nanyang à Singapour. En 1972, il devient le premier Chinois vice-chancelier de l'université de Hong Kong. Il prend sa retraite en 1986.

### Politique
Il devient membre du Conseil législatif de Hong Kong en 1977 et siège pendant six ans.